# Харрер, Карл
Карл Харрер (нем. Karl Harrer; 8 ноября 1890, Байльнгрис — 5 сентября 1926, Мюнхен) — немецкий спортивный журналист и политик. Один из основателей Немецкой рабочей партии (вместе с Антоном Дрекслером и Готфридом Федером), из которой возникла Национал-социалистическая немецкая рабочая партия (НСДАП).

## Биография

### Основание Немецкой рабочей партии
В 1913 году он вступил во 2-й баварский пехотный полк в качестве совершеннолетнего добровольца. Харрер был ранен в 1914 году в Вермандовиллерсе (Франция) во время Первой мировой войны, затем больше не был на фронте и был уволен из армии в конце июня 1918 года.
Харрер стал спортивным журналистом «Мюнхенского обозревателя», который с 1918 года принадлежал Обществу Туле и позиционировался как «независимая газета национальной и политической жизни». От имени главного редактора и основателя Общества Туле, Рудольфа фон Зеботтендорфа, Харрер после войны взялся за создание Немецкой рабочей партии, которая должна была влиять на рабочих из коммунистической и социал-демократической среды, переводя их настроения в антисемитское и националистическое русло. 5 января 1919 года он стал первым председателем («Рейхсфорзитцендер») Немецкой рабочей партии. Антон Дрекслер стал председателем мюнхенской группы. В партии на тот момент состояло 24 человека, в основном железнодорожники из окружения Дрекслера.

### Борьба с Дрекслером и Гитлером
Карл Харрер хотел организовать Немецкую рабочую партию как тайное общество, созданное по образцу Общества Туле. Это противоречило намерениям Адольфа Гитлера (вступившего в партию 19 октября 1919 года) и Антона Дрекслера. По их представлениям партия должна была выйти в массы. К концу 1919 года соперничество между Харрером и Гитлером обострилось (он обвинял Гитлера в мании величия), в итоге Харрер ушёл в отставку 24 февраля 1920 года из всех партийных учреждений после своей безуспешной попытки остановить намерения Гитлера провести массовые мероприятия в начале 1920 года. Председательство в партии было  передано Дрекслеру, а спустя чуть более года — Гитлеру.
Карл Харрер умер в 35 лет от внезапной остановки сердца 5 сентября 1926 года в Мюнхене.

## Ссылка
- Третий Рейх в лицах: именной указатель.
- Тайные общества Третьего рейха
- В. В. Трушников. «О ЧЕМ УПОРНО МОЛЧАТ ОФИЦИАЛЬНЫЕ ИСТОЧНИКИ ИЛИ НЕСКОЛЬКО МАЛОИЗВЕСТНЫХ И ПРЕЛЮБОПЫТНЫХ ФАКТОВ ИЗ ИСТОРИИ ПРИХОДА К ВЛАСТИ АДОЛЬФА ГИТЛЕРА».